# François Racine de Monville
François Racine de Monville (* 4. Oktober 1734 in Paris; † April 1797), auch François Nicolas Henri Racine de Monville, später François Racine, war ein französischer Verwaltungsbeamter des Königs Ludwig XV. und Amateurarchitekt. Seine bekannteste Schöpfung ist der Landschaftspark Désert de Retz.

## Leben
Racine de Monville wuchs bei seinem Großvater mütterlicherseits auf. Sein Vater war Leiter der Finanzverwaltung von Alençon; er saß wegen Betruges von 1742 bis 1750 im Gefängnis ein. Trotzdem genoss der junge François eine gute Bildung. Erste Versuche, eine Stellung bei Hofe zu erlangen, schlugen fehl. 1757 wurde Racine Oberaufseher über die Gewässer und Forsten in der Normandie. Diese Stellung nahm er ab 1764 wiederum wahr.
Racine bewegte sich am Hofe Ludwig XV., betätigte sich als Komponist und war ein geschickter Ballspieler im jeu de paume. Genauere Einzelheiten seines Lebens und Angaben über seine Einkünfte sind nicht bekannt. Ab 1774 begann Racine mit der Verwirklichung seines Plans, ein „Désert“ zu schaffen. Er verstand darunter einen Landschaftsgarten im englischen Stil, dessen Konzept auf einer stimmungsvollen Landschaftsinszenierung aufbaut.
Racine erwarb zu diesem Zweck von einem königlichen Kammerdiener ein Anwesen mit einem Landhaus in Saint-Jacques-de-Retz. Er beschaffte viertausend Bäume, sorgte für ein System von Wasserläufen und Teichen zur Bewässerung. In den Folgejahren ließ er verschiedene Gartenstaffagen errichten, die bekannteste in Form einer übergroßen Säulenruine. Dieses Gebäude wurde sein Wohnhaus. Wie Racine die umfangreichen und teuren Landschaftsveränderungen und Bauwerke finanzierte, ist nicht bekannt.
Die politischen Ereignisse in der Folge der Französischen Revolution bewogen Racine seine Pariser Stadtpalais’ und den Désert de Retz zu verkaufen und fortan als einfacher Bürger zu leben. 1794 wurde er festgenommen und verbrachte sein Leben bis zum Ende des Grande Terreur der Jakobiner im Kerker. Racine starb 1797 vollständig verarmt am Wundbrand.